# Paroxyclaenidae
I parossiclenidi (Paroxyclaenidae) sono una famiglia di enigmatici mammiferi estinti, vissuto tra l'Eocene inferiore e l'Eocene superiore (circa 55 - 38 milioni di anni fa). I loro resti fossili sono stati ritrovati in Europa e (forse) in Asia. La loro collocazione sistematica è molto incerta.

## Descrizione
Questi animali erano di dimensioni piuttosto ridotte, e raggiungevano il metro di lunghezza. L'aspetto era quello di mammiferi quadrupedi dotati di un corpo relativamente allungato e zampe (in particolare quelle posteriori) snelle e lunghe. Il cranio era dotato di canini molto grandi e dotati di scanalature, mentre i molari erano a corona bassa o moderatamente alta. La coda, almeno in alcune forme (come Kopidodon) doveva essere dotata di un pelame folto.

## Classificazione
Non è chiaro quali fossero le reali parentele di questi animali. Le caratteristiche primitive della dentatura e alcune caratteristiche delle zampe rimandano agli arctocionidi, un gruppo di "ungulati" arcaici che potevano superare le dimensioni di un lupo. In ogni caso, alcuni studi (Russell e Godinot, 1988) hanno messo in luce altre presunte affinità dei parossiclenidi, questa volta con i pantolesti; questi ultimi, anch'essi dalle incerte affinità, erano generalmente simili a lontre. Ricerche più recenti hanno indicato che i più antichi parossiclenidi erano molto simili agli arcaici cimolesti come Procerberus, poco specializzati, e quindi le presunte somiglianze dei parossiclenidi derivati con i pantolesti potrebbero essere solo frutto di convergenza evolutiva (Solé et al., 2019).
Tra le forme più note, da ricordare Paroxyclaenus, che dà il nome alla famiglia e i cui resti sono stati ritrovati in vari giacimenti eocenici d'Europa, e il già citato Kopidodon, dalle forti mascelle, di cui sono stati ritrovati alcuni bellissimi fossili completi di resti di tessuti molli nel ben noto giacimento di Messel. Merialus, invece, è stato ritrovato esclusivamente in Francia, mentre in Spagna visse Spaniella. Dall'Asia proviene invece Kiinkerishella.

### Tassonomia
Tratto da http://www.helsinki.fi/~mhaaramo/metazoa/deuterostoma/chordata/synapsida/eutheria/cimolesta/pantolesta.html , da McKenna e Bell (1997)
```
†
Paroxyclaenidae
 [formerly root-ungulates]
       |?- †
Dulcidon gandaensis
 [a dichobunid??]

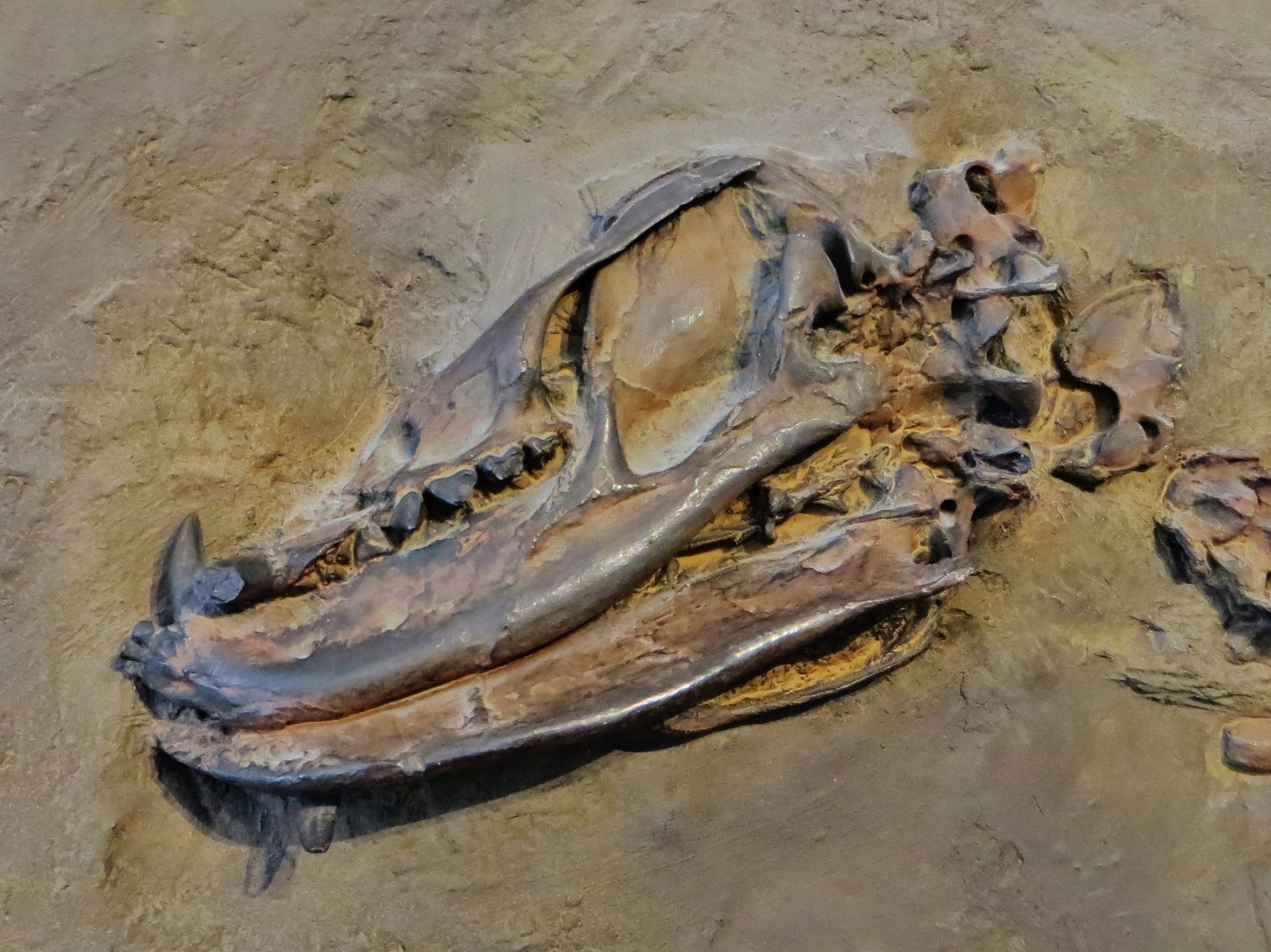
Cranio di Kopidodon macrognathus

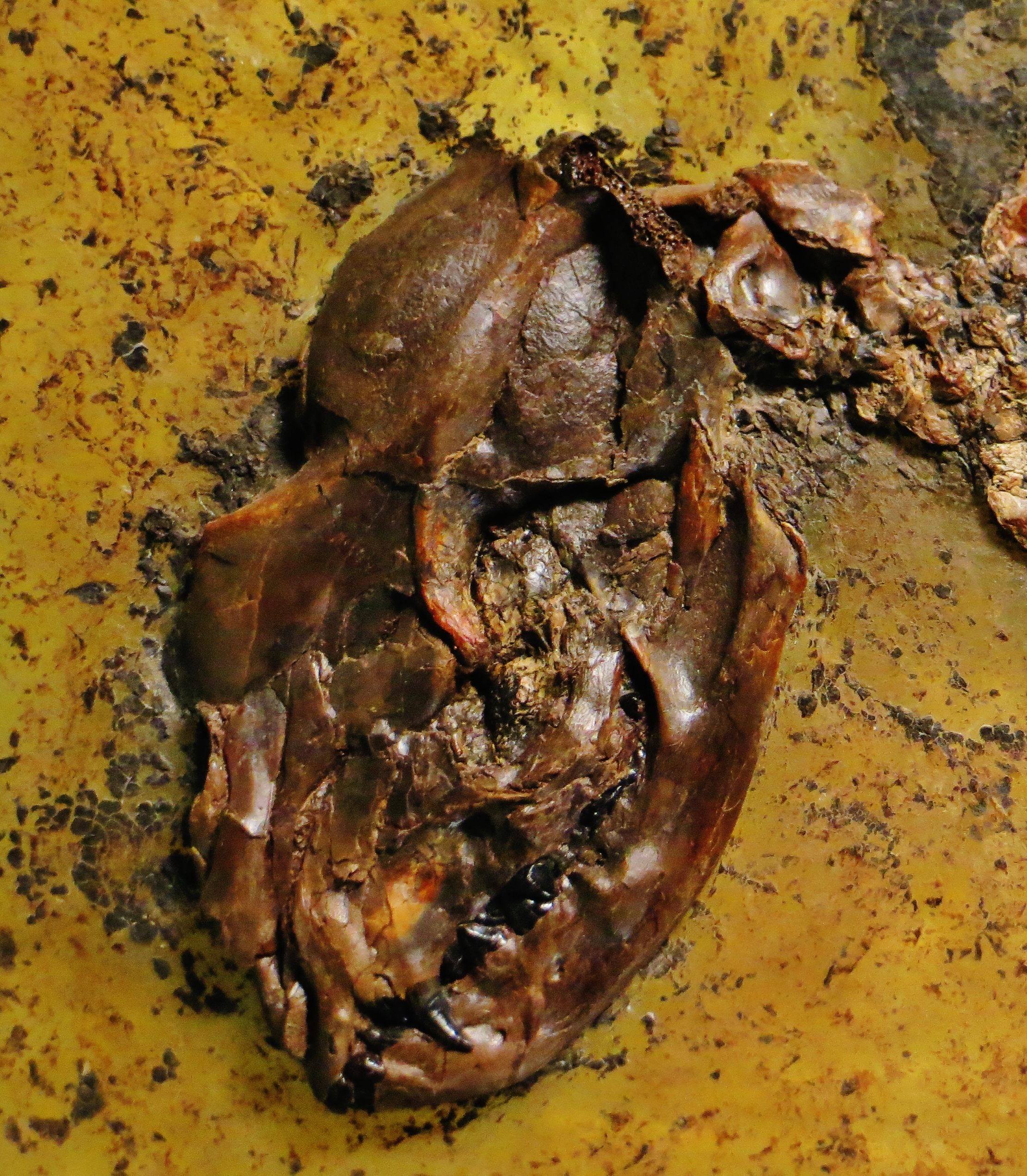
Cranio di Paroxyclaenus sp.

       |--o †Paroxyclaeninae Weitzel, 1933
       |  |?- †
Kiinkerishella zaysanica
 Gabunia & Birjukov, 1978; Eoc. As. 
       |  |--o †
Paroxyclaenus
 Teilhard de Chardin, 1922; ?L.-U.Eoc. Eu.
       |  |  `-- †
P. lemuroides

       |  |-- †
Spaniella
 Crusafont Pairó & D.E. Russell, 1967; L.Eoc. Eu.
       |  |-- †
Paraspaniella
 Solé et al., 2019; L.Eoc. Eu.
       |  |-- †
Fratrodon
 Solé et al., 2019; L.Eoc. Eu.
       |  |-- †
Sororodon
 Solé et al., 2019; L.Eoc. Eu.
       |  |--o †
Vulpavoides
 Matthes, 1952 
       |  |  |-- †
E. simplicidens
 (van Valen, 1965)
       |  |  `-- †
E. vanvaleni

       |  |-- †
Pugiodens
 Matthes, 1952 [=? Vulpavoides] M.Eoc. Eu.
       |  `--o †
Kopidodon
 Weitzel, 1933; M.Eoc. Eu.
       |     `-- †
K. macrognathus

       `--o †Merialinae D.E. Russell & Godinot, 1988
          |?- †
Oboia argillaceus
 Gabunia, 1989; L.Olig. As. 
          |-- †
Merialus
 D.E. Russell & Godinot, 1988; L.Eoc. Eu.
          `-- †
Euhookeria hopwoodi
 (Cray, 1973) D.E. Russell & Godinot, 1988; U.Eoc. Eu.

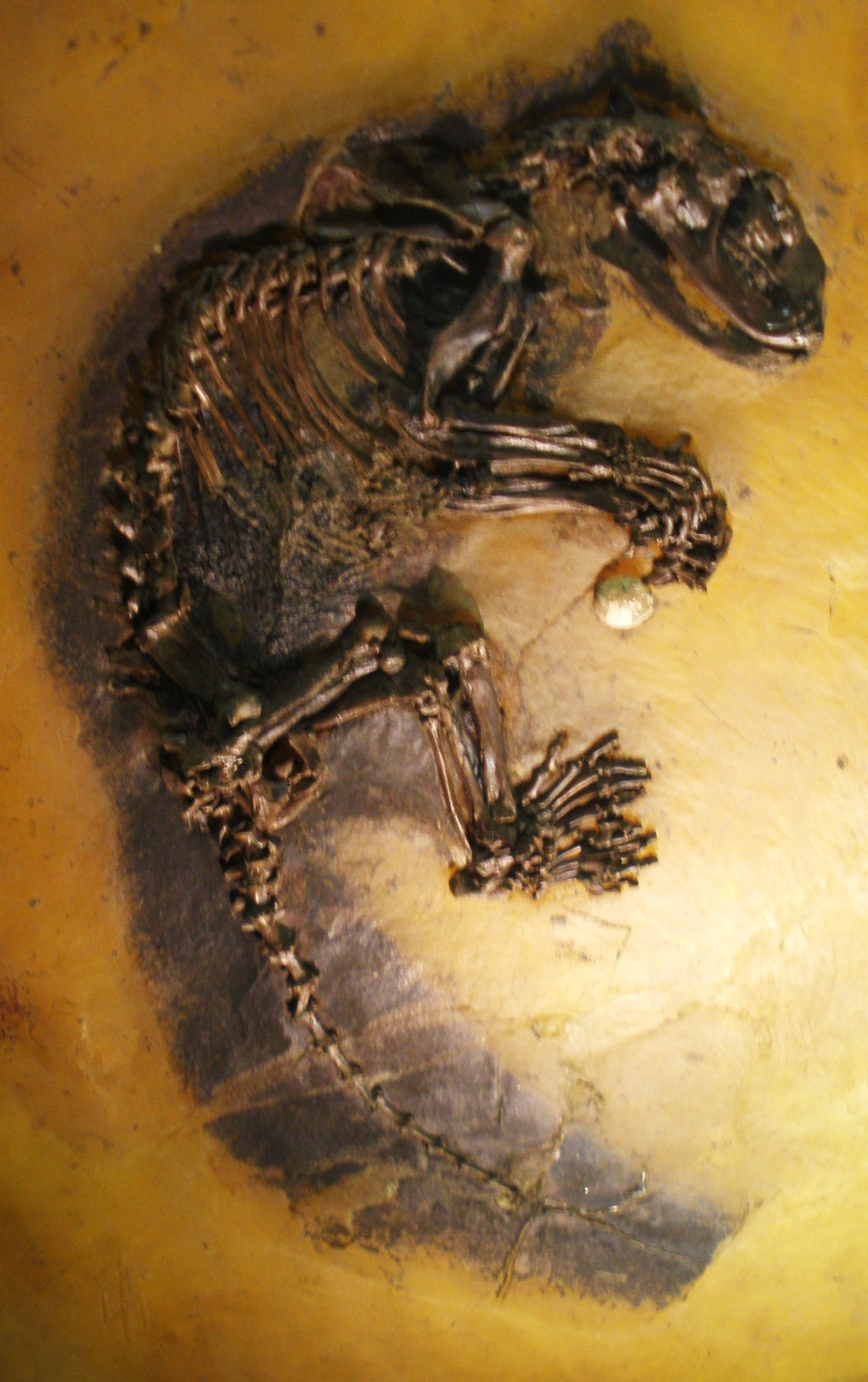
Fossile di Kopidodon macrognathus, Senckenberg Museum, Francoforte

```

## Paleoecologia
La morfologia di alcune forme di parossiclenidi (ad esempio Kopidodon) suggerisce abitudini arboricole: i fossili mostrano la presenza di clavicole ben sviluppate (di solito i mammiferi terricoli sono sprovvisti di clavicole o le hanno molto ridotte, in quanto le zampe non devono essere allargate e non vi è bisogno di stabilizzare il cinto pettorale). Inoltre le due ossa dell'avambraccio (radio e ulna) erano separate fra loro e permettevano la rotazione del polso e della mano. Oltre a ciò, la presenza di grandi artigli ossei confermerebbe uno stile di vita arboricolo. La morfologia dei denti, inoltre, fa supporre che i parossiclenidi si nutrissero di frutta.